# 塔卡博納雷特國家公園
6°41′S 121°9′E / 6.683°S 121.150°E
塔卡博納雷特國家公園是印度尼西亚的國家公園，位於塔卡博內拉特群島，處於苏拉威西岛以南弗洛勒斯海，成立於1992年，面積2,200平方（850平方英里），為世界第三大環礁，僅次於馬紹爾群島共和國的瓜加林環礁，與马尔代夫的胡瓦杜環礁，擁有豐富的海洋生態。